# Les Schtroumpfs et le Village perdu
Pour les articles homonymes, voir Schtroumpf (homonymie).
Pour plus de détails, voir Fiche technique et Distribution.
Les Schtroumpfs et le Village perdu (Smurfs: The Lost Village), ou Les Schtroumpfs : Le Village perdu au Québec, est un film d'animation américain réalisé par Kelly Asbury, sorti en 2017.
Il s'agit du troisième long métrage de Sony Pictures Animation basé sur la série de bande dessinée Les Schtroumpfs créée par l'auteur belge Peyo et d'un reboot des deux précédents films. 

## Synopsis
La légende d’un autre village de Schtroumpfs pourrait se révéler vraie. Après la découverte d’une mystérieuse carte géographique, la Schtroumpfette se lance à la recherche du village, accompagnée du Schtroumpf à lunettes, du Schtroumpf costaud et du Schtroumpf maladroit. Mais comme toujours, Gargamel rôde à proximité.

## Fiche technique
Modèle:Source Imdb
- Titre original : Smurfs: The Lost Village
- Titre français : Les Schtroumpfs et le Village perdu[1]
- Titre québécois : Les Schtroumpfs : Le Village perdu[2]
- Réalisation : Kelly Asbury
- Scénario : Stacey Harman, Pamela Ribon (en) et Troy Quane d'après la série de bande dessinée belge Les Schtroumpfs créée par Peyo
- Direction artistique : Dean Gordon et Marcelo Vignali
- Décors : Noëlle Triaureau
- Son : Panos Asimenios
- Montage : Bret Marnell
- Musique : Christopher Lennertz
- Production : Jordan Kerner (en)
- Musique : Christopher Lennertz
  - Production déléguée : Raja Gosnell et Benjamin Waisbren (en)
  - Coproduction : Mary Ellen Bauder
- Société de production : Sony Pictures Animation, Columbia Pictures, Kerner Entertainment Company, Lone Star Funds, Wanda Pictures
- Société de distribution : Sony Pictures Releasing (International), Sony Pictures Releasing France (France)
- Budget : 60 000 000 $[3]
- Pays d'origine :  États-Unis
- Langue originale : anglais
- Format : couleur - 1,85:1 - son Dolby Digital
- Genre : Animation, comédie, fantasy et aventure
- Durée : 90 minutes
- Dates de sortie :
  - France : 5 avril 2017[1]
  - États-Unis : 7 avril 2017

## Distribution

### Voix originales
| - Demi Lovato : la Schtroumpfette - Rainn Wilson : Gargamel - Joe Manganiello : le Schtroumpf costaud - Jack McBrayer : le Schtroumpf maladroit - Danny Pudi : le Schtroumpf à lunettes - Mandy Patinkin : le Grand Schtroumpf - Michelle Rodriguez : Tempête et Schtroumpf Tornade (« SmurfStorm ») - Ellie Kemper : Bouton d'or et Schtroumpf Épanouie (« SmurfBlossom ») - Julia Roberts : Saule et Schtroumpf Séquoïa (« SmurfWillow ») | - Ariel Winter : Lis et Schtroumpf FleurLis (« SmurfLily ») - Meghan Trainor : « SmurfMelody » - Kelly Asbury : le Schtroumpf curieux - Jake Johnson : le Schtroumpf grognon - Gabriel Iglesias : le Schtroumpf farceur - Tituss Burgess : le Schtroumpf coquet - Jeff Dunham : le Schtroumpf paysan - Gordon Ramsay : le Schtroumpf boulanger |

### Voix françaises
| - Laëtitia Milot : Schtroumpfette - Laurent Maurel : Gargamel - Valentin Merlet : Schtroumpf costaud - Arié Elmaleh : Schtroumpf maladroit - Sébastien Desjours : Schtroumpf à lunettes - Gérard Hernandez : Grand Schtroumpf - Victoria Grosbois : Schtroumpf Tempête - Danièle Douet : Schtroumpf Saule - Adrien Larmande : Schtroumpf Curieux - Serge Biavan : le Schtroumpf grognon - Jérémy Prévost : Schtroumpf farceur - Xavier Fagnon : Schtroumpf paysan - Benjamin Boyer - Lila Lacombe - Louise Emma Morel - Elsa Esnoult - Cindy Lemineur : Fleur de Lys - Camille Timmerman : bouton d'or - Emmylou Homs : soliste - Barbara Beretta : chœur - Mery Lanzafame : chœur |

 Source et légende : version française (VF) sur RS Doublage et selon le carton du doublage français cinématographique,.

### Voix québécoises
- Marie-Mai : la Schtroumpfette
- Frédéric Desager : Gargamel / Schtroumpf costaud
- Nicholas Savard L'Herbier : le Schtroumpf maladroit
- Maxime Durand : Schtroumpf à lunettes
- Manuel Tadros : Grand Schtroumpf
- Marika Lhoumeau : Schtroumpf Tornade
- Nathalie Coupal : Schtroumpf Séquoïa
- Adrien Larmande : Schtroumpf curieux
- Serge Biavan : Schtroumpf grognon
- Jérémy Prévost : Schtroumpf farceur
- Xavier Fagnon : Schtroumpf paysan
- Benjamin Boyer
- Lila Lacombe
- Louise Emma Morel
- Elsa Esnoult
- Cindy Lemineur : Schtroumpf Fleur de Lys
- Camille Timmerman

 Source et légende : version québécoise (VQ) sur Doublage.qc.ca

## Production

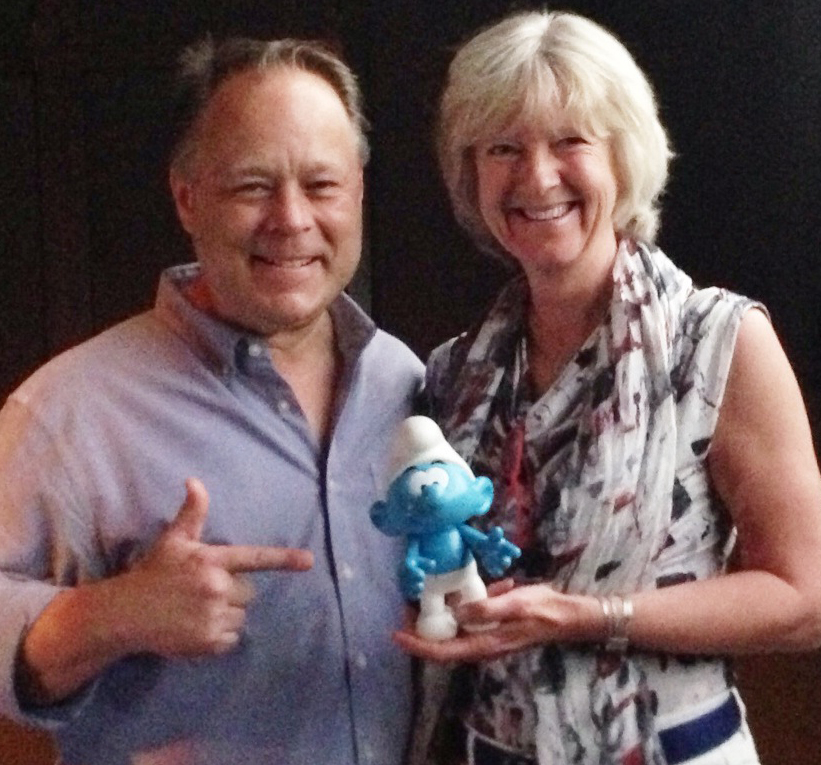
Le réalisateur Kelly Asbury et la fille de Peyo, Véronique Culliford.

Le 10 mai 2012, deux semaines après avoir annoncé la production des Schtroumpfs 2, Sony Pictures Animation et Columbia Pictures annoncent qu'ils élaborent déjà un script pour Les Schtroumpfs 3 écrit par Karey Kirkpatrick et Chris Poche. Hank Azaria, qui a joué Gargamel dans les deux premiers films, révèle que le troisième pourrait se concentrer sur les origines des Schtroumpfs et sur leur rencontre avec Gargamel. En mars 2014, Kelly Asbury est annoncé à la réalisation.
Le 16 janvier 2015, Mandy Patinkin est annoncé afin de doubler le Grand Schtroumpf, qui a déjà été exprimé par Jonathan Winters dans les deux précédents films. Par la suite, le 14 juin 2015, Sony Pictures Animation révèle le titre du film : Get Smurfy. Le même jour, Demi Lovato est annoncé dans le rôle de la Schtroumpfette et Rainn Wilson dans celui de Gargamel. Le 11 février 2016, le titre original change encore, en Smurfs: The Lost Village et trois nouveaux acteurs sont annoncés : Joe Manganiello dans le rôle du Schtroumpf costaud, Jack McBrayer dans celui du Schtroumpf maladroit et Danny Pudi pour le Schtroumpf à lunettes. Le titre en français reste un temps Les Schtroumpfs 3, avant de devenir, en mai 2016, Les Schtroumpfs et le Village perdu.

## Bande originale
La bande originale du film comprend le single I'M A Lady, chanté par Meghan Trainor.

## Accueil

### Sortie
Le film devait initialement sortir le 24 juillet 2015, mais est légèrement reporté au 14 août 2015, puis au 5 août 2016. En mars 2015, le film obtient une date de sortie fixée au 31 mars 2017. Finalement, elle est reportée au 7 avril 2017.

## Autour du film

### Adaptation en bande dessinée
La série de bande dessinée Les Schtroumpfs et le Village des filles réalisée par le Studio Peyo fait suite au long-métrage.